# Les Mères
Les Mères est une bande dessinée humoristique de la Française Claire Bretécher publiée en 1982 dans Le Nouvel observateur puis en album par l'auteure la même année. 
Composé d'histoires d'une ou deux pages indépendantes, Les Mères traite de la maternité, de la décision d'avoir un enfant à l'accouchement en passant par la grossesse.
L'album a été traduit en allemand, anglais, catalan, castillan, danois, finnois, italien, néerlandais et suédois.

## Publications

### Éditions françaises
Ces différentes éditions contiennent les mêmes planches.
- Les Mères, Claire Bretécher, 1982.  (ISBN 2901076084)
- Les Mères, Presses pocket, 1988.  (ISBN 2266021230) Format poche.
- Les Mères, Hyphen, 2000.  (ISBN 2901076300)
- Les Mères, Dargaud, 2007.  (ISBN 9782505000532)

### Traductions
- (da) Mødrene (trad. Niels Ufer), Information, 1983.  (ISBN 8775140209)
- (de) Die Mütter (trad. Rita Lutrand et Wolfgang Mönninghoff), Rowohlt, 1983.  (ISBN 3498004778)
- (it) Le madri (trad. Nicoletta Pardi), Bompiani, 1983. (OCLC 636230812)
- (nl) De moeders, Van Wulften, 1983.  (ISBN 9064770565)
- (en) Mothers (trad. Angela Mason et Pat Fogarty), Methuen, 1985.  (ISBN 0413588505)
- (sv) Mödrarna (trad. Britta Gröndahl), Hammarström & Åberg, 1985.  (ISBN 9176380513)
  - Oss kvinnor emellan, Hammarström & Åberg, 1987.  (ISBN 9176380955) Compilation reprenant des planches des Mères et des Frustrés.
  - Bretécher om barn, Hammarström & Åberg, 1987.  (ISBN 9176380734) Compilation reprenant des planches des Mères et des Frustrés.
- (fi) Äidit (trad. Soile Kaukoranta), Art House, 1990.  (ISBN 9518840601)
- (ca) Les Mares (trad. Anna Maria Palé et Sonia Niño), Beta Editorial, 1999.  (ISBN 8470913840)
- (es) Madres (trad. Anna Maria Palé), Beta Editorial, 1999.  (ISBN 8470913832)

## Accueil critique
Cet album est décrit par Thierry Groensteen comme « singulièrement neuf » par sa représentation atypique des femmes dans la bande dessinée.

### Documentation
- Annie Conèthe, « Les mères sans enfant de Claire Bretécher : la maternité en question au seuil des années 1980 », sur Neuvième Art 2.0, novembre 2017.
- Philippe Kaeppelin, « À propos des Mères de Claire Bretécher », Éducation 2000, no 21,‎ mars 1982, p. 40-44.
- Jeanne Puchol, « Tout sur les mères », De ligne en ligne, no 18,‎ octobre-novembre 2015, p. 16-18.